# Čeng Tchien-siang
Čeng Tchien-siang (čínsky pchin-jinem Zhèng Tiānxiáng, znaky zjednodušené 郑天翔; 9. září 1914 – 10. října 2013) byl čínský komunistický politik, předseda Nejvyššího lidového soudu (1983–1988), předtím první náměstek a ministr sedmého ministerstva strojírenství (1978–1983). V 50. a 60. letech působil ve vedení pekingské městské organizace KS Číny a správě města, kde se věnoval územnímu plánování, poté řízení průmyslu. Během kulturní revoluce byl vězněn, v letech 1975–1978 opět pracoval v pekingském vedení.

## Život
Čeng Tchien-siang se narodil 9. září 1914 v okrese Liang-čcheng ve Vnitřním Mongolsku, tehdy v provincii Suej-jüan. Od roku 1935 studoval zahraniční literaturu a později filozofii na univerzitě Čching-chua v Pekingu. V únoru 1936 vstoupil do Svazu levicových spisovatelů a do Předvoje národního osvobození, podílel se na činnosti protijaponských studentských organizací a v prosinci 1936 vstoupil do Komunistické strany Číny.
V roce 1937 odešel do Jen-anu, tehdy střediska čínských komunistů, na veřejnou školu Šen-pej; koncem roku 1938 byl přeložen do oddělení propagandy okresního výboru KS Číny v Pej-jüe v pohraniční oblasti Ťin-čcha-ťi a v roce 1943 se stal zástupcem tajemníka fupchingského okresního výboru KS Číny, pak tajemníkem Nie Žung-čena. Účastnil se VII. sjezdu KS Číny v dubnu–červnu 1945. Poté působil ve Vnitřním Mongolsku, v Suej-mengu a Suej-nanu, pracoval jako starosta a tajemník stranické organizace okresu Liang-čcheng a tajemník okresního výboru v S’-šanu. Po vzniku Čínské lidové republiky byl v prosinci 1949 přeložen do Pao-tchou ve Vnitřním Mongolsku, v němž postupně zastával funkci zástupce tajemníka a tajemníka městského výboru KS Číny a také starosty města.
V prosinci 1952 byl přeložen do pekingského městského výboru KS Číny, převzal vedení pekingského městského výboru pro územní plánování a výstavbu. Řídil sestavení plánu městské výstavby v Pekingu po založení Nové Číny, přitom se snažil o spojení modernizace města s ochranou kulturních památek, ochranou a využitím vodních zdrojů, zalesňováním a dalším otázkám. V červenci 1955 byl zvolen členem stálého výboru a tajemníkem sekretariátu městského výboru KS Číny a působil i jako generální sekretář městského výboru. Ve vedení pekingské organizace strany odpovídal za práci v oblasti průmyslu. Od roku 1962 řídil každodenní práci pekingského městského výboru strany, organizoval zahájení socialistického vzdělávání na venkově a podílel se snahách o růst produkce obilí v regionu, podporoval technologické inovace a modernizaci pekingského průmyslu.
Během kulturní revoluce byl sedm let vězněn. Po propuštění se v srpnu 1975 stal zástupcem ředitele pekingského městského výboru pro výstavbu. V červenci 1977 se stal jedním z tajemníků pekingského městského výboru KS Číny a v listopadu téhož roku i místopředsedou pekingského městského revolučního výboru (pro ekonomiku). Přikládal důležitost plánování hlavního města, dbal na ochranu Velké čínské zdi a vyřešil problém téměř milionu metrů čtverečních nepovolených staveb.
Po roce 1976 se podílel na rehabilitacích a nápravě nespravedlivých rozhodnutí z let kulturní revoluce. Začátkem roku 1978 byl zvolen poslancem Všečínského shromáždění lidových zástupců (do 1983). V květnu 1978 byl přeložen do centrálních vládních orgánů, na místo prvního náměstka ministra a vzápětí ministra sedmého ministerstva strojírenství, které spravovalo raketový a kosmický průmysl. Jako ministr měl podíl na obnovení pořádku na ministerstvu a v podřízených podnicích po kulturní revoluci, a na úspěšném vývoji nových mezikontinentálních raket, raket na tuhé palivo odpalovaných z ponorek a komunikačních družic. Roku 1982 byl v souvislosti s reorganizací ministerstva přeložen do funkce poradce ministra leteckého průmyslu. Na XII. sjezdu KS Číny v září 1982 byl zvolen členem ústřední poradní komise (znovuzvolen 1987, ve funkci do roku 1992).
V červnu 1983 byl Všečínským shromážděním lidových zástupců zvolen předsedou Nejvyššího lidového soudu. V čele nejvyššího soudu zůstal jedno volební období, do března 1988. Během jeho působení na Nejvyšším soudu se se prohloubila specializace soudců, když se z původních dvou směrů, občanskoprávního a trestního, vydělily soudnictví hospodářské, správní a námořní; kladl důraz na dodržování zákonnosti a vymáhání práva, založil „Bulletin Nejvyššího lidového soudu“, snažil se o zkvalitnění systému vzdělávání a školení soudců, věnoval pozornost justičním výměnám se zahraničím.
Zemřel v Pekingu 10. října 2013 ve věku 99 let poté, co se nezotavil z nemoci.